# Rio Timbó (Paraíba)
O rio Timbó é um rio brasileiro que banha João Pessoa, capital do estado da Paraíba. Com aproximadamente três quilômetros de extensão, o Timbó nasce nas proximidades da Universidade Federal da Paraíba (UFPB), entre o bairro dos Bancários e Altiplano.
O rio, que passa por algumas áreas de preservação que já sofreram com os efeitos da urbanização, é um afluente do rio Jaguaribe, principal rio da capital paraibana. Existe uma reentrância altimétrica entre os Bancários e o norte da zona Sul por onde corre um sistema de tubulação numa zona que parefe ser de um mini afluente temporario em periodos de chuva.
O Timbó é o principal afluente do rio Jaguaribe.